# Lior Lubin
Lior Lubin (in ebraico ליאור ליובין‎?; Ramat Gan, 19 settembre 1977 – 22 gennaio 2024) è stato un cestista e allenatore di pallacanestro israeliano.

## Carriera
Con Israele disputò i Campionati europei del 2001.

## Palmarès

### Giocatore
- Campionato israeliano: 1

Maccabi Tel Aviv: 2002-03
- Coppa di Israele: 1

Maccabi Tel Aviv: 2002-03

### Allenatore
- Lega Balcanica: 3

Hapoel Gilboa Galil Elyon: 2011-12, 2012-13
Hapoel Be'er Sheva: 2022-2023